# Sigma Draconis
Sigma Draconis (σ Draconis) è una stella di sequenza principale posta a circa 18,8 anni luce dal sistema solare. È conosciuta anche con il nome tradizionale, derivato dall'arabo, di Alsafi.
Trattandosi di una stella molto simile al Sole e particolarmente vicina, è oggetto di ricerche (finora senza successo) volte a scoprire eventuali pianeti orbitanti attorno ad essa. È anche un obiettivo del Terrestrial Planet Finder, un progetto della NASA per scoprire pianeti di tipo terrestre, e del Space Interferometry Mission, progetti entrambi sospesi a tempo indefinito.

## Osservazione
Si tratta di una stella situata nell'emisfero celeste boreale. La sua posizione è fortemente boreale e ciò comporta che la stella sia osservabile prevalentemente dall'emisfero nord, dove si presenta circumpolare anche da gran parte delle regioni temperate; dall'emisfero sud la sua visibilità è invece limitata alle regioni tropicali e equatoriali, infatti avendo una declinazione pari a 69° 39′ risulta invisibile più a sud del parallelo 20°S. La sua magnitudine pari a 4,7 fa sì che possa essere scorta solo con un cielo sufficientemente libero dagli effetti dell'inquinamento luminoso. La stella è situata poco a sud-ovest di ε Draconis, in direzione di δ Draconis.

## Caratteristiche fisiche
Sigma Draconis è una nana gialla di classe G9 V, precedentemente classificata di tipo K0. È un po' più piccola e fredda del Sole, con una massa dell'89% di quella del Sole, un raggio del 79% e una luminosità del 43% di quella della nostra stella. Basandosi sull'attività cromosferica e sulla velocità di rotazione risulta un'età paragonabile a quella del Sole o poco inferiore; le stime variano da 3,7 a 4,7 miliardi di anni, anche se prendendo in considerazione vari modelli e diversi altri studi le stime sull'età spaziano da 0,3 a 9,2 miliardi di anni. Pare carente di metalli, cioè di elementi più pesanti dell'elio, la loro presenza è infatti il 63% di quelli presenti nel Sole.
Un eventuale pianeta, non ancora scoperto, dovrebbe trovarsi ad una distanza compresa tra 0,557 e 1,016 UA per trovarsi nella zona abitabile, dove è possibile l'esistenza di acqua liquida in superficie, con una distanza considerata preferenziale attorno a 0,65 UA.
Non sono stati trovati, nonostante diverse ricerche, compagni attorno alla stella come nane brune o pianeti gioviani, così come non è stato rilevato nessun eccesso di radiazione infrarossa che potesse suggerire la presenza di un disco circumstellare attorno a Sigma Draconis.